# کورت اوت
کورت اوت (انگلیسی: Kurt Ott; ۹ دسامبر ۱۹۱۲ – ۱۹ آوریل ۲۰۰۱) دوچرخه‌سوار اهل سوئیس بود.
وی در مسابقات کشوری و بین‌المللی در مجموع برندهٔ ۱ مدال نقره شده‌است.